# Femina (syskola)
Femina var en privat yrkesskola för sömnad och tillskärning i Stockholm. 
Syskolan var en av omkring 25 liknande skolor i landet under mitten av 1940-talet. 1946 bedrevs undervisning i olika slags sömnad, av bland annat underkläder och dam- och barnkläder. Inga särskilda förkunskapskrav fanns på de studerande, och de kunde ansöka till både kortare och längre kurser. De kortare kunde pågå 4–12 veckor och de längre yrkeskurserna, som tog in ett trettiotal elever, höll på i 9 månader med möjlighet till ytterligare en till två terminers studier. Vid den här tiden var dess föreståndare fru Vera Witting.
Adresser Femina kan kopplas till är Engelbrektsgatan 5 och Humlegårdsgatan 18.

## Kända elever och lärarinnor
Följande elever har studerat vid Femina:
- Prinsessan Märtha[4]
- Gunilla Pontén
- Grytnäs Barbro Ersdotter[5]
- Ylva Källström-Eklund[6]
- Marg von Schwerin[6]
- Ulla Jacobsson[7]

Som lärare vid Femina kan ses:
- Marg von Schwerin[4]
- Margareta Burén-Thiel[4]
- Astri Henschen-Douglas[8]